# Elzenzaadvlieskelkje
Het elzenzaadvlieskelkje (Hymenoscyphus seminis-alni) is een schimmel behorend tot de familie Helotiaceae. Hij groeit op vochtige plaatsen op de zaden van de zwarte els (Alnus glutinosa).

## Kenmerken

### Uiterlijke kenmerken
De vruchtlichamen (apothecia) zijn witachig/invoor van kleur, hebben een diameter tot 2 mm en een steel van tot 10 mm lang. 

### Microscopische kenmerken
De asci meten 120-135 × 9-10,5 µm. Sporen zijn 0(1)-septaat, meestal met een 3-4 µm lange cilium (haar) aan beide uiteinden en meten 16-20,5 × 4-4,5 µm.

## Verspreiding
Het elzenzaadvlieskelkje komt in Nederland zeer zeldzaam voor. Het staat niet op de rode lijst en is niet bedreigd.